# Elección presidencial de Chile de 2009-2010
La elección presidencial de Chile para el período 2010-2014 se realizó en dos etapas. Cuatro candidatos se presentaron en una primera vuelta, realizada el día domingo 13 de diciembre de 2009, en conjunto con las elecciones de diputados y senadores.
Debido a que ninguno alcanzó la mayoría absoluta de los votos, se realizó una segunda vuelta, el domingo 17 de enero de 2010, entre el candidato de la Concertación de Partidos por la Democracia, Eduardo Frei Ruiz-Tagle, y el representante de la Coalición por el Cambio, Sebastián Piñera. Piñera, con el 51,6 % de los votos, se convirtió en el primer centroderechista desde 1958 que logra ser elegido presidente de Chile, cargo que asumió el 11 de marzo de 2010, rompiendo así una sucesión de veinte años de gobiernos concertacionistas. También fue el primero desde 1989 en lograrlo sin obtener la mayoría absoluta de los sufragios emitidos (49,86 %), es decir, considerando los votos válidamente emitidos, blancos y nulos.

## Regulación legal
Según la Constitución chilena, pueden ejercer el derecho a sufragio los ciudadanos, o sea, quienes han cumplido 18 años de edad y no han sido condenados a una pena aflictiva (superior a 3 años de presidio). Para participar en las elecciones se requiere estar previamente inscrito en los registros electorales y presentar la cédula de identidad. Los requisitos para inscribirse son ser mayor de 18 años al día de la elección y tener nacionalidad chilena o ser extranjero residente por más de cinco años en el país (que se acredita con un certificado emitido por el respectivo gobernador provincial). El derecho a votar queda suspendido por interdicción en caso de demencia, por hallarse acusada por delito que merezca pena aflictiva o por delito por terrorismo y por sanción del Tribunal Constitucional (en conformidad al artículo 19 número 15 inciso 7.º de la Constitución).
De acuerdo a la legislación vigente actualmente, el proceso de inscripción en los registros electorales es voluntario, pero luego de haberse inscrito, el elector está obligado a sufragar a perpetuidad y sólo puede excusarse por razones de salud o por ubicarse a más de 200 kilómetros de distancia del local de votación, hecho del que puede dejarse constancia en la unidad de Carabineros de Chile más cercana. En caso de no asistir o no asumir como vocal de mesa, los electores pueden ser condenados al pago de multas. Aunque el 27 de marzo de 2009 fue aprobada la idea de legislar, por la comisión de constitución del Senado, sobre el proyecto de ley que establece la inscripción automática de los votantes y que permite la votación voluntaria de éstos, la entrada en vigencia de dicha normativa no será aplicable en estas elecciones debido a que aun falta su aprobación por el pleno de la Cámara de Diputados, y su posterior aprobación en el Senado.

## Candidatos

### Primera vuelta

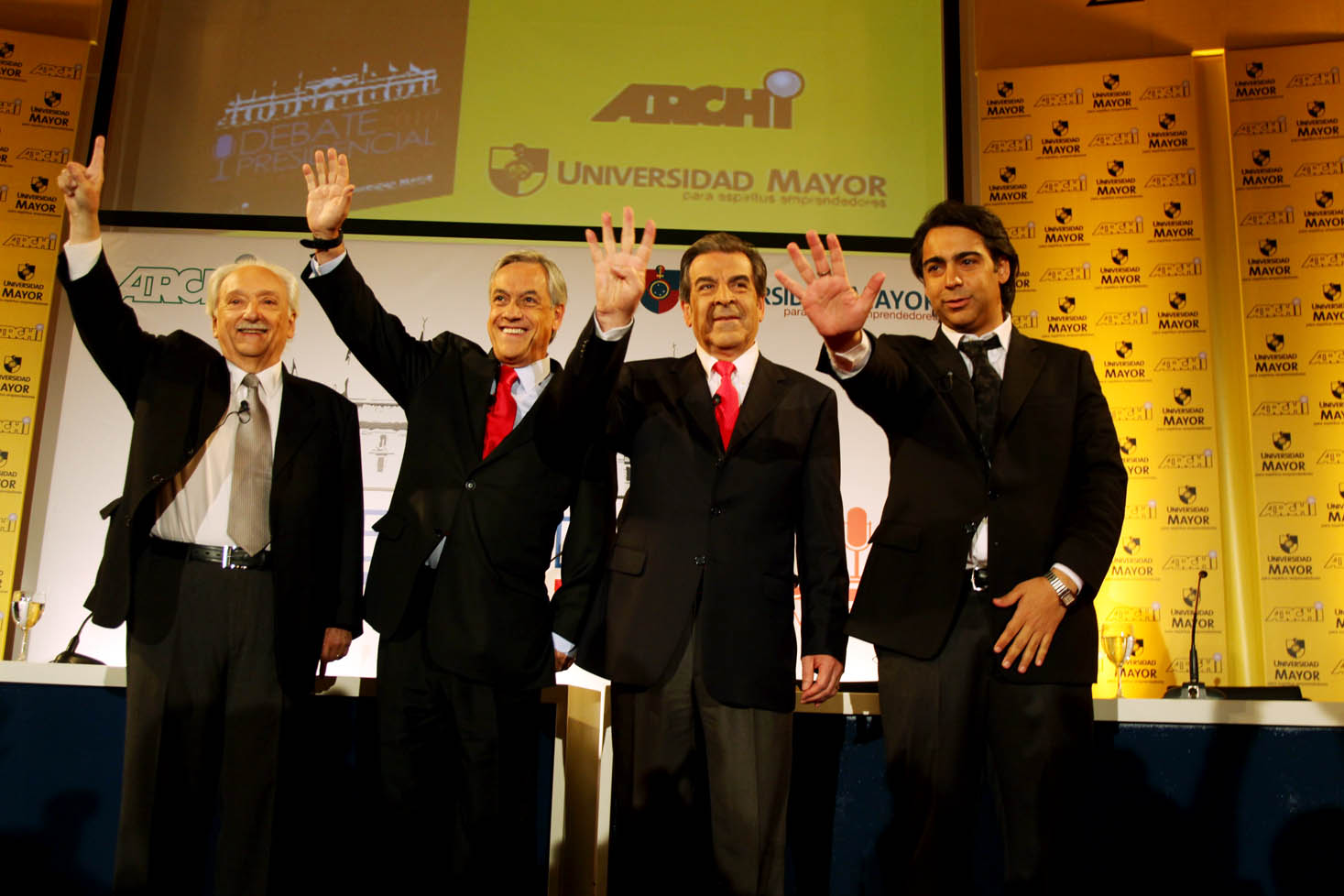
Candidatos presidenciales. De izquierda a derecha, Jorge Arrate, Sebastián Piñera, Eduardo Frei Ruiz-Tagle y Marco Enríquez-Ominami.

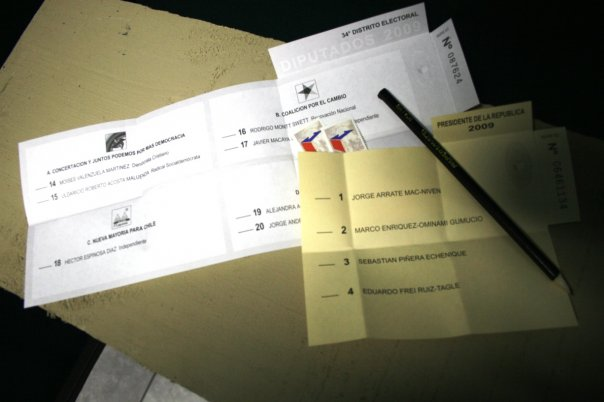
Voto para la primera vuelta de la elección presidencial (color amarillo) junto a un voto para la elección de diputados correspondiente al distrito 34 (color blanco).

Prácticamente desde el primer día en que asumió Michelle Bachelet, dentro de los diversos partidos y conglomerados políticos existentes en el país han comenzado a barajarse los nombres de los diversos posibles candidatos a la presidencia para 2009.
Desde un principio se pensó que era muy probable que el sistema de conglomerados de partidos existente hasta dicha fecha se mantuviese. Sin embargo, durante el transcurso del gobierno de Bachelet ocurrieron diversos quiebres, principalmente dentro de la oficialista Concertación de Partidos por la Democracia, hecho que se vio reflejado en las elecciones municipales del 2008 con la participación de exmilitantes PPD en ChilePrimero y del PDC en el Partido Regionalista de los Independientes, quienes formaron una lista separada. Posteriormente, tres miembros del Partido Socialista (perteneciente a la Concertación) y sus adherentes decidieron renunciar a este para lanzar sus candidaturas propias: un movimiento allendista liderado por Jorge Arrate se unió al pacto de izquierda Juntos Podemos Más, el senador Alejandro Navarro formó el Movimiento Amplio Social y Marco Enríquez-Ominami, liderando un grupo independiente. La centroderechista Alianza por Chile, en tanto, se unió junto a ChilePrimero y otros grupos para formar la nueva Coalición por el Cambio que ungió a Sebastián Piñera como su candidato.
La siguiente tabla resumen presenta los candidatos que han inscrito oficialmente sus candidaturas, los partidos instituidos legalmente y las coaliciones que los apoyan:
| Conglomerado/Pacto                         | Partido                                    | Candidato (partido)                   |
| ------------------------------------------ | ------------------------------------------ | ------------------------------------- |
| Coalición por el Cambio                    | Renovación Nacional                        | Sebastián Piñera (RN) 60 años         |
| Coalición por el Cambio                    | Unión Demócrata Independiente              | Sebastián Piñera (RN) 60 años         |
| Coalición por el Cambio                    | ChilePrimero                               | Sebastián Piñera (RN) 60 años         |
| Concertación de Partidos por la Democracia | Democracia Cristiana                       | Eduardo Frei Ruiz-Tagle (PDC) 67 años |
| Concertación de Partidos por la Democracia | Partido por la Democracia                  | Eduardo Frei Ruiz-Tagle (PDC) 67 años |
| Concertación de Partidos por la Democracia | Partido Socialista                         | Eduardo Frei Ruiz-Tagle (PDC) 67 años |
| Concertación de Partidos por la Democracia | Partido Radical Socialdemócrata            | Eduardo Frei Ruiz-Tagle (PDC) 67 años |
| Chile Limpio. Vote Feliz                   | Fuerza País                                | Eduardo Frei Ruiz-Tagle (PDC) 67 años |
| Chile Limpio. Vote Feliz                   | Partido Regionalista de los Independientes | Sin candidato definido                |
| Chile Limpio. Vote Feliz                   | Movimiento Amplio Social                   | Marco Enríquez-Ominami (Ind.) 36 años |
| Nueva Mayoría para Chile                   | Partido Ecologista de Chile                | Marco Enríquez-Ominami (Ind.) 36 años |
| Nueva Mayoría para Chile                   | Partido Humanista                          | Marco Enríquez-Ominami (Ind.) 36 años |
| Juntos Podemos Más                         | Partido Comunista                          | Jorge Arrate (PCCH) 68 años           |
| Juntos Podemos Más                         | Izquierda Cristiana                        | Jorge Arrate (PCCH) 68 años           |

#### Coalición por el Cambio

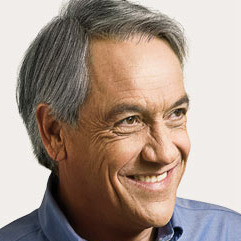
Sebastián Piñera (RN), candidato de la Coalición por el Cambio.

Durante la etapa de definición de las precandidaturas presidenciales, la Alianza por Chile no tenía definido oficialmente un proceso de selección de sus candidatos presidenciales. Hasta 2005, la selección había sido interna, pero en dicha elección los dos partidos de la Alianza presentaron candidaturas por separado, asegurando el apoyo de ambos partidos a aquel candidato que clasificara a la segunda vuelta. Si bien algunas personas manifestaron sus ideas de repetir dicho sistema, el desgaste que produce una confrontación a nivel nacional entre los dos partidos los hizo desistir y se propuso la opción de realizar por primera vez primarias abiertas. Sin embargo, la ventaja de Sebastián Piñera en las diversas encuestas realizadas provocaron materializar la posibilidad de que fuera ungido como candidato por los dos partidos de la Alianza de forma interna. Así, Renovación Nacional postuló oficialmente a Piñera como el candidato de la Alianza, lo que fue aprobado por la mesa directiva de la Unión Demócrata Independiente el 12 de diciembre de 2008, siendo ratificado en mayo de 2009. La alianza establecida con ChilePrimero y otros movimientos menores generó una transformación de la antigua Alianza por Chile en la Coalición por el Cambio.
La Coalición por el Cambio proclamó definitivamente a Sebastián Piñera como su candidato presidencial el 1 de septiembre de 2009, en un gran acto realizado en el Movistar Arena, al cual asistieron más de 10 000 personas y que contó con el espectáculo de los músicos Los Charros de Lumaco y Américo
El candidato oficial del conglomerado, inscrito ante el Servel el 9 de septiembre, es:
- Sebastián Piñera Echenique (RN): desde que Bachelet asumió el cargo como presidenta que el nombre de Sebastián Piñera sonó como candidato para esta nueva elección, y con el tiempo se transformó en la carta opositora con mayor respaldo ciudadano en las diversas encuestas realizadas. A mediados de 2005, el empresario lanzó su candidatura presidencial superando a Joaquín Lavín (líder de la Alianza hasta esa oportunidad) en la primera vuelta, y en la segunda obtuvo un 47 % de los votos, siendo derrotado finalmente por Michelle Bachelet. Piñera trató de mantenerse alejado de la coyuntura política para no desgastar su popularidad (y así evitar una de las razones de la derrota de Lavín en 2005) mientras intentaba convertirse en el líder de la Alianza, a pesar del rechazo que produjo en algunas figuras de la UDI en aquel momento ya tenía el respaldo absoluto de dicho partido y ya había sido ratificado como la carta aliancista. En la totalidad de encuestas realizadas hasta la fecha, Piñera lideró las intenciones de voto, superando a todos los candidatos concertacionistas, por lo cual era la gran carta de la Alianza.

Algunos otros nombres que sonaron como candidatos de la Alianza fueron:
- Renovación Nacional: Andrés Allamand
- Unión Demócrata Independiente: José Antonio Kast, Joaquín Lavín, Pablo Longueira, Evelyn Matthei, Jacqueline van Rysselberghe.
- Chile Primero: Fernando Flores Labra

#### Concertación de Partidos por la Democracia

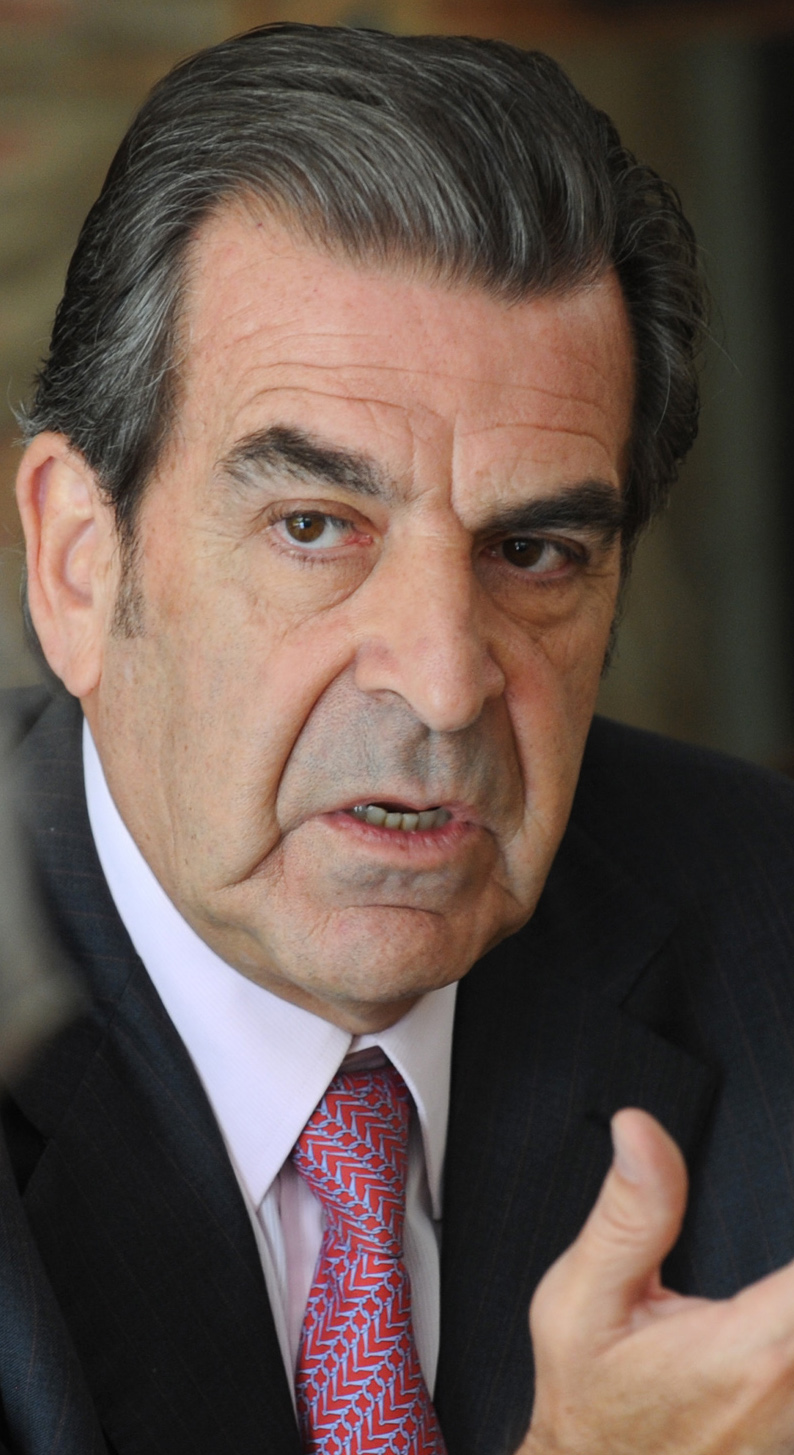
Eduardo Frei Ruiz-Tagle (DC), candidato de la Concertación.

La alianza gobernante llegó al año de las elecciones con un gobierno continuado de cuatro presidencias desde el inicio del período de la Transición, totalizando cerca de 20 años en el poder. De acuerdo a lo expresado por los dirigentes de la Concertación, el conglomerado llevaría un único candidato a la primera vuelta presidencial, el cual sería elegido por primarias abiertas y escalonadas por regiones, de forma similar al sistema de primarias estadounidense.
Ya desde los inicios del gobierno de Michelle Bachelet se perfilaron los primeros candidatos del oficialismo, destacando la senadora y ex precandidata presidencial en 2005, Soledad Alvear, el secretario general de la OEA José Miguel Insulza y el expresidente Ricardo Lagos Escobar. Pese a partir con ventaja, con el paso del tiempo Alvear perdió terreno en las encuestas, quedando Lagos como el mejor posicionado para enfrentar a Sebastián Piñera. Sin embargo, algunos dirigentes planteaban la idea de que si los últimos dos presidentes han sido del denominado "ala progresista" del conglomerado (PS-PPD), el candidato del conglomerado debería ser un demócrata cristiano.
Tras las elecciones municipales, donde la Alianza ganó a la Concertación por primera vez en una elección desde el retorno de la democracia, Soledad Alvear renunció a su cargo de presidenta de la Democracia Cristiana y a su candidatura presidencial. Dicha situación catapultó la candidatura del senador y expresidente Eduardo Frei Ruiz-Tagle como el candidato del PDC. Ricardo Lagos, durante el mes de octubre anunció que no correría por la presidencia, quedando José Miguel Insulza como la principal carta del "ala progresista", pero su falta de decisión respecto a si aceptaría la nominación y renunciaría a su cargo de Secretario General de la OEA en Washington D. C. le implicaría perder el apoyo del PPD e incluso de parte de su partido, el PS. Las encuestas mostraron una clara ventaja de Frei por sobre Insulza y este finalmente renunciaría a la posibilidad de participar en una elección presidencial.
El Partido Radical Socialdemócrata, en tanto, anunció que por primera vez participaría con un precandidato en el proceso de primarias de la Concertación, levantando la postulación de su presidente y senador por la II Región de Antofagasta, José Antonio Gómez. Aunque en 2008 había lanzado sus intenciones, sólo con la bajada de Insulza se convirtió en una alternativa contra Frei, que contaba con el apoyo de los tres grandes partidos de la Concertación. Con el fin de dirimir al candidato único, se organizaron una serie de primarias a realizar por grupos de regiones. En la primera ronda, realizada el 5 de abril de 2009 en la VI Región y la VII Región, Frei obtuvo el 64,9 % de los votos y Gómez el 35,1 % de cerca de 60 000 votos. Tras dicha primaria, Frei fue proclamado automáticamente como candidato oficial de toda la Concertación al superar por más de un 20 % a su adversario.
El candidato oficial del conglomerado, inscrito ante el Servel el 12 de septiembre, es:
- Eduardo Frei Ruiz-Tagle (DC): en 1994, Frei Ruiz-Tagle fue elegido presidente de Chile con el mayor porcentaje de votación desde la elección de 1931 (superando incluso la votación de su padre). En 2000 dejó el gobierno asumiendo como senador vitalicio y en 2006 ocupó dicho puesto tras vencer en las elecciones parlamentarias. Ya en las elecciones presidenciales de 2005, Frei había surgido como un posible candidato, pero pronto la idea no tendría sustento. A pesar de las grandes victorias electorales de Frei, los últimos años de su gobierno (caracterizados por una grave crisis económica tras años de bonanza) fueron la gran debilidad de su candidatura. El ex presidente del Senado en un comienzo negó que pretendiera llegar al sillón que ocupó a fines de los años 1990 e incluso criticó abiertamente el temprano inicio de la carrera por La Moneda.[8] Durante 2008, sin embargo, su postura comenzó a girar, enfrentándose directamente con Soledad Alvear respecto a la elección interna del precandidato DC y reapareciendo en las encuestas. En noviembre de 2008 es nombrado por su partido como candidato oficial de la DC; luego, dos meses después, el Partido Socialista y el Partido por la Democracia harían lo mismo. Finalmente, el 26 de enero de 2009, es inscrito como candidato presidencial del bloque PS-PPD-DC en las primarias y tras su victoria en éstas, fue confirmado por el cuarto partido, el PRSD.

El 8 de abril de 2009, el partido político regionalista Fuerza País, mediante su presidente Jorge Soria, le dio su apoyo a Frei en una reunión con el presidente del PPD, Pepe Auth.
Algunos otros nombres que sonaron como candidatos de la Concertación son:
- Partido Demócrata Cristiano: Soledad Alvear, Pablo Lorenzini y Marcelo Trivelli.
- Partido Radical Socialdemócrata: José Antonio Gómez.
- Partido por la Democracia: Sergio Bitar, Nicolás Eyzaguirre, Guido Girardi y Ricardo Lagos Escobar, Ricardo Lagos Weber
- Partido Socialista: José Miguel Insulza, Ricardo Lagos Escobar y Marco Enríquez-Ominami

#### Juntos Podemos Más

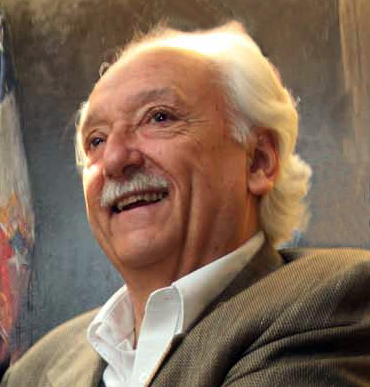
Jorge Arrate (PC), candidato del pacto Juntos Podemos Más.

El Juntos Podemos Más eligió a Jorge Arrate Mac Niven (PC) como candidato único de la coalición de izquierda. Sin embargo, el Partido Humanista luego decidiría apoyar a Enríquez-Ominami.
La izquierda extra-parlamentaria por segunda vez llevó candidato presidencial (anteriormente los dos principales partidos de esta coalición estaban separados). Sin embargo, para esta ocasión no existió consenso para la elección de su candidato único. Tomás Hirsch y Guillermo Teillier fueron ungidos como precandidatos por el Partido Humanista y el Partido Comunista, mientras que el exministro concertacionista Jorge Arrate fue proclamado candidato por miembros del socialismo allendista, escindidos recientemente del PS. Otro socialista desvinculado, el senador Alejandro Navarro entró en conversaciones para participar de un proceso de selección único, apoyando primarias abiertas. Los altos costos de una primaria nacional impidieron su realización y en cambio se decidió hacer la elección en un congreso; Navarro decidió retirarse y lanzar su candidatura a través de su Movimiento Amplio Social.
En una elección llevada a cabo el 25 de abril de 2009, Arrate venció al candidato humanista Tomás Hirsch. Horas antes, el candidato comunista Guillermo Teillier había declinado su postulación y apoyado a Arrate.
|  | 77,57 % |

|  | 22,43 % |

El sábado 11 de julio de 2009 los humanistas le quitan apoyo a Arrate para apoyar a Enríquez-Ominami. Es por esta razón que Jorge Arrate se inscribe oficialmente en las listas del Partido Comunista el 13 de julio.
En agosto de 2009 se inician conversaciones con Alejandro Navarro del MAS, con la intención de llevar un solo candidato por el Juntos Podemos, pero estas no fructificaron y el día 9 de septiembre es inscrito en el Servicio Electoral como el candidato oficial del Juntos Podemos, mientras Navarro (quien finalmente renunciaría) lo hizo de forma separada.

#### Nueva Mayoría para Chile
El diputado Marco Enríquez-Ominami Gumucio fue otro precandidato de la Concertación que se postula a la presidencia. No participó del proceso de primarias, puesto que su partido, el Partido Socialista de Chile, no lo apoyó para tal candidatura.
Diversos diputados y miembros de su coalición, conocidos comúnmente como los "díscolos concertacionistas", apoyaron a Enríquez Ominami, quien anunció en enero de 2009 sus intenciones de competir como independiente, y a través de diversos medios electrónicos como el portal YouTube convocó a juntar las 36 000 firmas requeridas por la ley.
Enríquez-Ominami inició una campaña en diversas ciudades del centro y sur de Chile y convocó a la ciudadanía a acercarse a las notarías para permitir lanzar su candidatura. Durante toda su campaña, recibió críticas de parte de algunos partidarios de Frei (principalmente de su comando más cercano, y del presidente del PS, Camilo Escalona) por entre otras cosas, su militancia en el partido y su paralela candidatura presidencial; a lo que Enríquez-Ominami respondió que renunciaría el 12 de junio (como lo dice la ley para las candidaturas independientes), hecho que se concretó con el apoyo de un reducido sector de la Juventud Socialista y de sus más cercanos colaboradores.
Tras su renuncia al PS, logró el apoyo del Partido Ecologista y el Partido Humanista (que se salió del pacto Juntos Podemos Más tras no llegar a un acuerdo parlamentario favorable para ellos con la Concertación) y fuerzas menores como el Movimiento Regionalista. Al inscribir la candidatura, Enríquez-Ominami presentó un total de 70 000 firmas, que si bien son superiores a las 36 000 necesarias para presentarse como candidato independiente, podrían enfrentar un problema si más del 5 % del total de las firmas son rechazadas, lo cual podría ocurrir luego de que muchas personas firmaron siendo militantes de partidos políticos (como el Socialista).

#### Candidaturas fallidas
Las siguientes personas iniciaron campañas presidenciales y se les consideró precandidatos, pero con el pasar del tiempo fueron declinando su candidatura por diversos motivos:
- Alejandro Navarro (MAS): el senador por la Región del Biobío oficializó su candidatura el 12 de noviembre del 2008 en nombre de su partido en formación. Inicialmente su candidatura iba a competir en conjunto a la de los otros aspirantes del Juntos Podemos Más y el Socialismo Allendista, para ser el único abanderado de izquierda, pero por diferencia en el mecanismo de selección del candidato, el MAS se automarginó. Hasta incluso semanas antes de su inscripción, existieron intenciones de llegar a un acuerdo entre el Juntos Podemos Más y la candidatura de Navarro con el fin de que este apoyara la candidatura de Jorge Arrate. Debido a que su partido no estaba totalmente incorporado a los registros electorales, Navarro debió inscribirse como independiente y juntar 11 000 firmas (no fueron necesarias 36 000 ya que su partido estaba en proceso de formalizare); con cerca de 20 000 firmas, Navarro inscribió su candidatura ante el Servicio Electoral el 14 de septiembre.[11] Sin embargo, y a días de la oficialización de los candidatos por el Servel, Navarro depuso su candidatura el 22 de septiembre por motivos económicos, ya que su partido prefirió asumir los costos en las elecciones de las cámaras antes que una presidencial sin mucho futuro, finalmente apoyan al candidato Marco Enríquez-Ominami.[12]

- Adolfo Zaldívar (PRI): el PRI proclamó en diciembre de 2008 al senador Adolfo Zaldívar como precandidato presidencial, luego de la ruptura del pacto Por un Chile limpio. La precandidatura de Zaldívar, sin embargo, no tuvo los resultados esperados, no llegando a superar el 1 % de las preferencias en las encuestas (muy por debajo del 6 % obtenido por el PRI en las elecciones municipales de 2008). Finalmente, en el último día de plazo de las inscripciones, Zaldívar confirmó los rumores y anunció que no postularía a la presidencia, sin apoyar a ningún candidato.[13]

- Pamela Jiles: en febrero de 2009, la conocida periodista de izquierda, por medio de una columna en el periódico The Clinic, lanzó su candidatura presidencial bajo el lema "Somos millones los Jiles". En el mes de marzo ha iniciado su campaña con visitas a poblaciones, foros y entrevistas en diversos medios, asegurando que su nombre estará inscrito en la papeleta electoral, y que entrará en La Moneda "junto al pueblo".[14] A finales de junio se rumoreó que ella no continuaba en la carrera presidencial, para darle su apoyo al candidato Alejandro Navarro, y hasta se consideró como una posible candidata a diputada por el MAS en el distrito 45 (Tomé, Florida, Hualqui, Santa Juana y Penco; esta última, ciudad donde surgió Navarro como diputado 20 años antes);[15] pero ella lo desmintió a través de su sitio web.[16] A principios de septiembre, nuevamente surgió el rumor de su bajada de la candidatura, siendo esta vez confirmado debido a la imposibilidad de poder juntar las 36 000 firmas requeridas, y para otorgar su apoyo al candidato Alejandro Navarro.

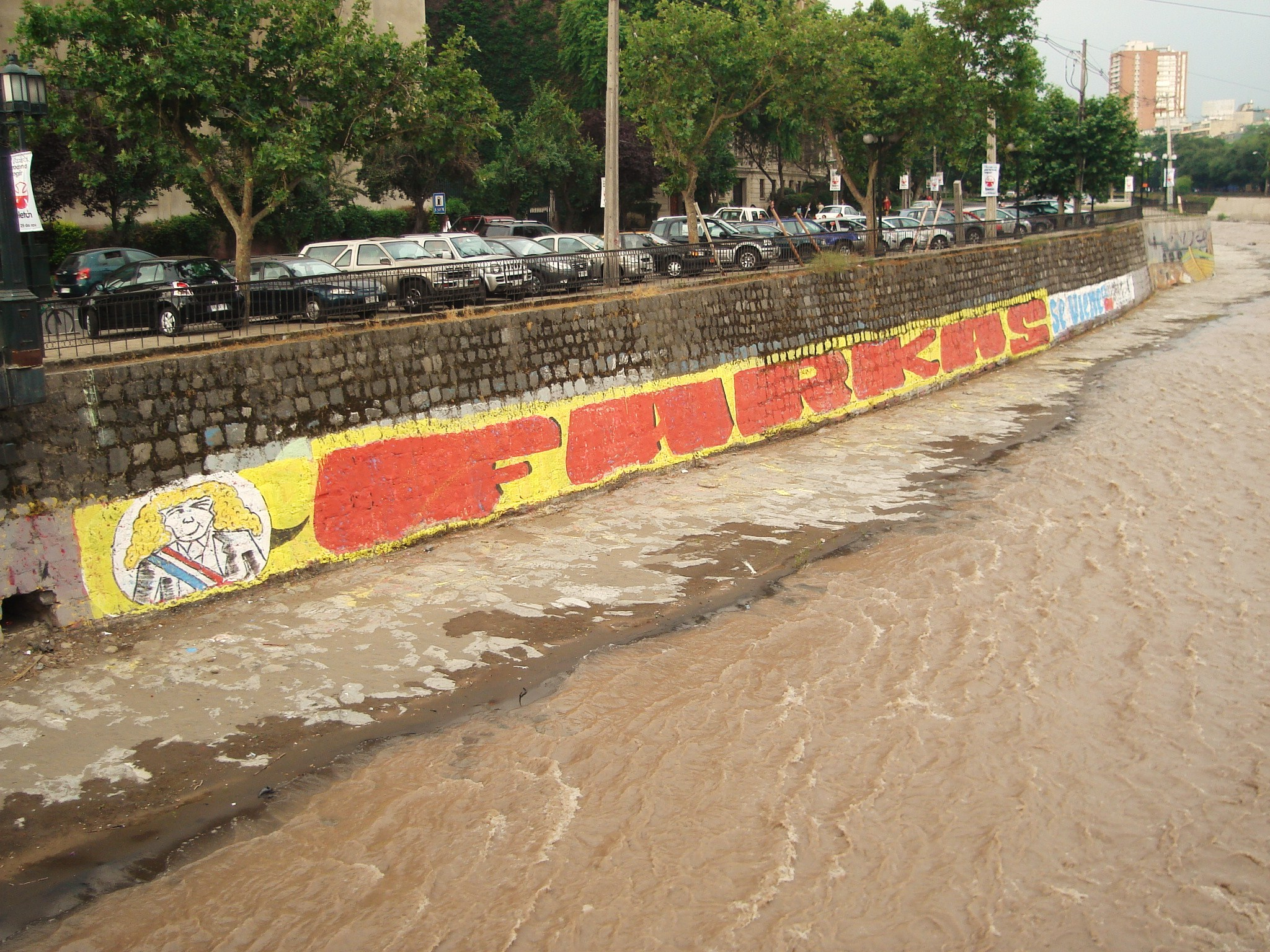
Mural que aludía a una posible candidatura presidencial de Leonardo Farkas, en el río Mapocho, Santiago, 2008.

- Eduardo Artés (PCAP): representante de este grupo político de ultraizquierda. Se retiró del proceso ya que como el mismo dijo, lo suyo fue una táctica para presentar ideas nuevas en el país, tales como una nueva constitución entre otras, además opinaba que el sistema de las firmas y los medios de comunicación no eran democráticos por el hecho de necesitar dinero. Además las candidaturas tienen un alto costo, que no estaba dispuesto a asumir.[17]

- Luis Molina Vega: en el segundo semestre de 2008, se proclama como candidato presidencial el ingeniero civil industrial de la comuna de Tomé, Biobío. Fue el primer candidato en presentar un programa presidencial, dentro del cual destaca una Reforma Tributaria y La Gran Urbanización de los Pueblos. Su campaña fue poco difundida, puesto que solo era conocido dentro de su comuna; sin embargo, tiene ciertos seguidores a través de las redes sociales en Internet como Facebook y Twitter.[18] A fines de julio de 2009 decidió retirar su candidatura por falta de apoyo.[19]

- Leonardo Farkas: posterior a las elecciones municipales, se rumoreó de la posible candidatura del empresario chileno; más aún, luego del fuerte apoyo de la juventud chilena (especialmente en páginas de Internet como Facebook),[20] y por el boom mediático que ha logrado durante el 2008. Sin embargo, a través de una declaración en el portal YouTube, el mismo Farkas declaró que no sería candidato a la presidencia.[21]

### Segunda vuelta
La siguiente tabla resumen presenta los candidatos que inscribieron oficialmente sus candidaturas, los partidos instituidos legalmente y las coaliciones que los apoyaron:
| Conglomerado/Pacto                         | Partido                                    | Candidato (partido)                   |
| ------------------------------------------ | ------------------------------------------ | ------------------------------------- |
| Coalición por el Cambio                    | Renovación Nacional                        | Sebastián Piñera (RN) 60 años         |
| Coalición por el Cambio                    | Unión Demócrata Independiente              | Sebastián Piñera (RN) 60 años         |
| Coalición por el Cambio                    | ChilePrimero                               | Sebastián Piñera (RN) 60 años         |
| Concertación de Partidos por la Democracia | Democracia Cristiana                       | Eduardo Frei Ruiz-Tagle (PDC) 67 años |
| Concertación de Partidos por la Democracia | Partido por la Democracia                  | Eduardo Frei Ruiz-Tagle (PDC) 67 años |
| Concertación de Partidos por la Democracia | Partido Socialista                         | Eduardo Frei Ruiz-Tagle (PDC) 67 años |
| Concertación de Partidos por la Democracia | Partido Radical Socialdemócrata            | Eduardo Frei Ruiz-Tagle (PDC) 67 años |
| Juntos Podemos Más                         | Partido Comunista                          | Eduardo Frei Ruiz-Tagle (PDC) 67 años |
| Juntos Podemos Más                         | Izquierda Cristiana                        | Eduardo Frei Ruiz-Tagle (PDC) 67 años |
| Chile Limpio. Vote Feliz                   | Fuerza País                                | Eduardo Frei Ruiz-Tagle (PDC) 67 años |
| Chile Limpio. Vote Feliz                   | Movimiento Amplio Social                   | Eduardo Frei Ruiz-Tagle (PDC) 67 años |
| Chile Limpio. Vote Feliz                   | Partido Regionalista de los Independientes | Sin candidato definido                |
| Nueva Mayoría para Chile                   | Partido Ecologista                         | Sin candidato definido                |
| Nueva Mayoría para Chile                   | Partido Humanista                          | Sin candidato definido                |

## Debates

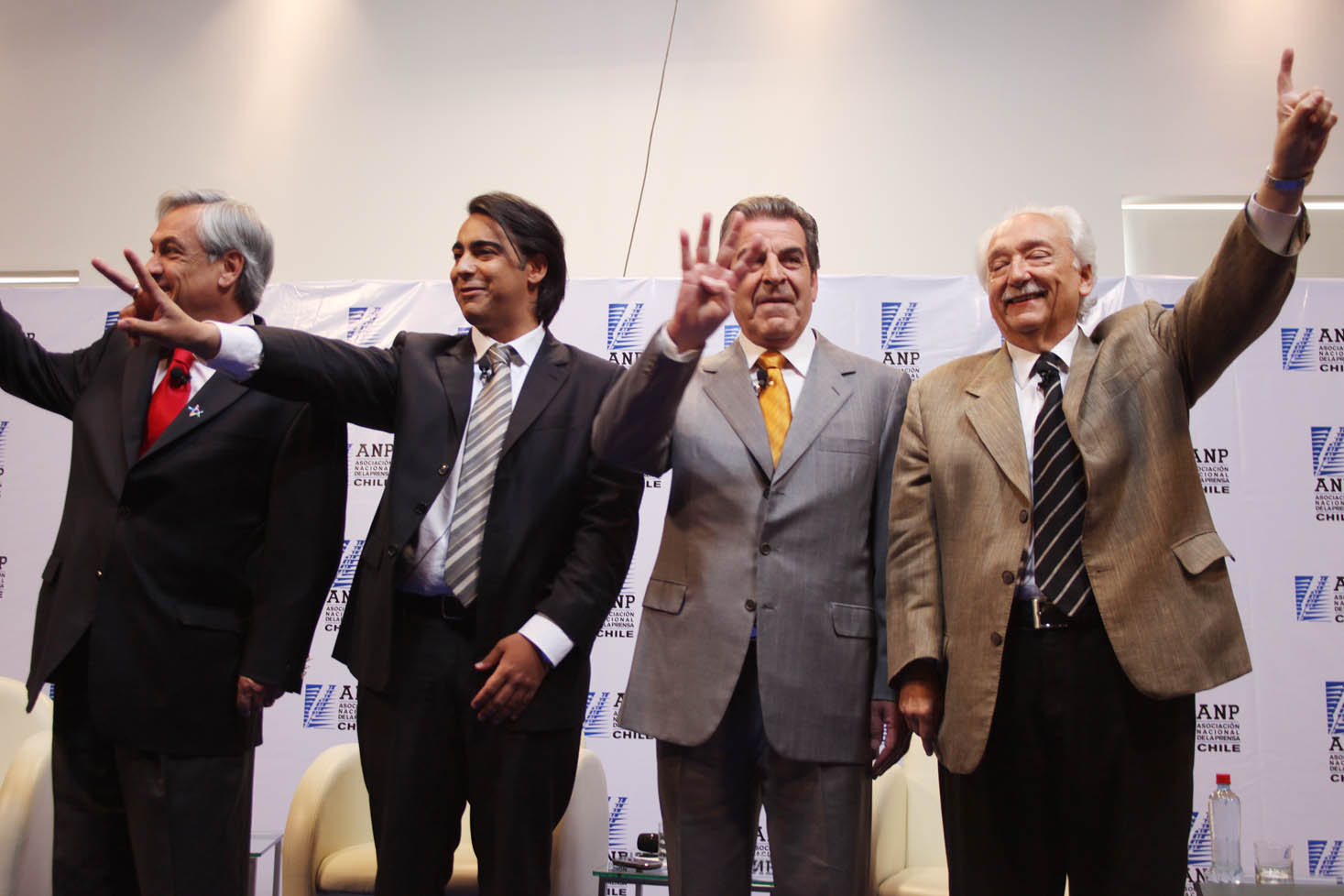
Los cuatro candidatos durante el debate realizado por la ANP en Talca, el 6 de noviembre de 2009.

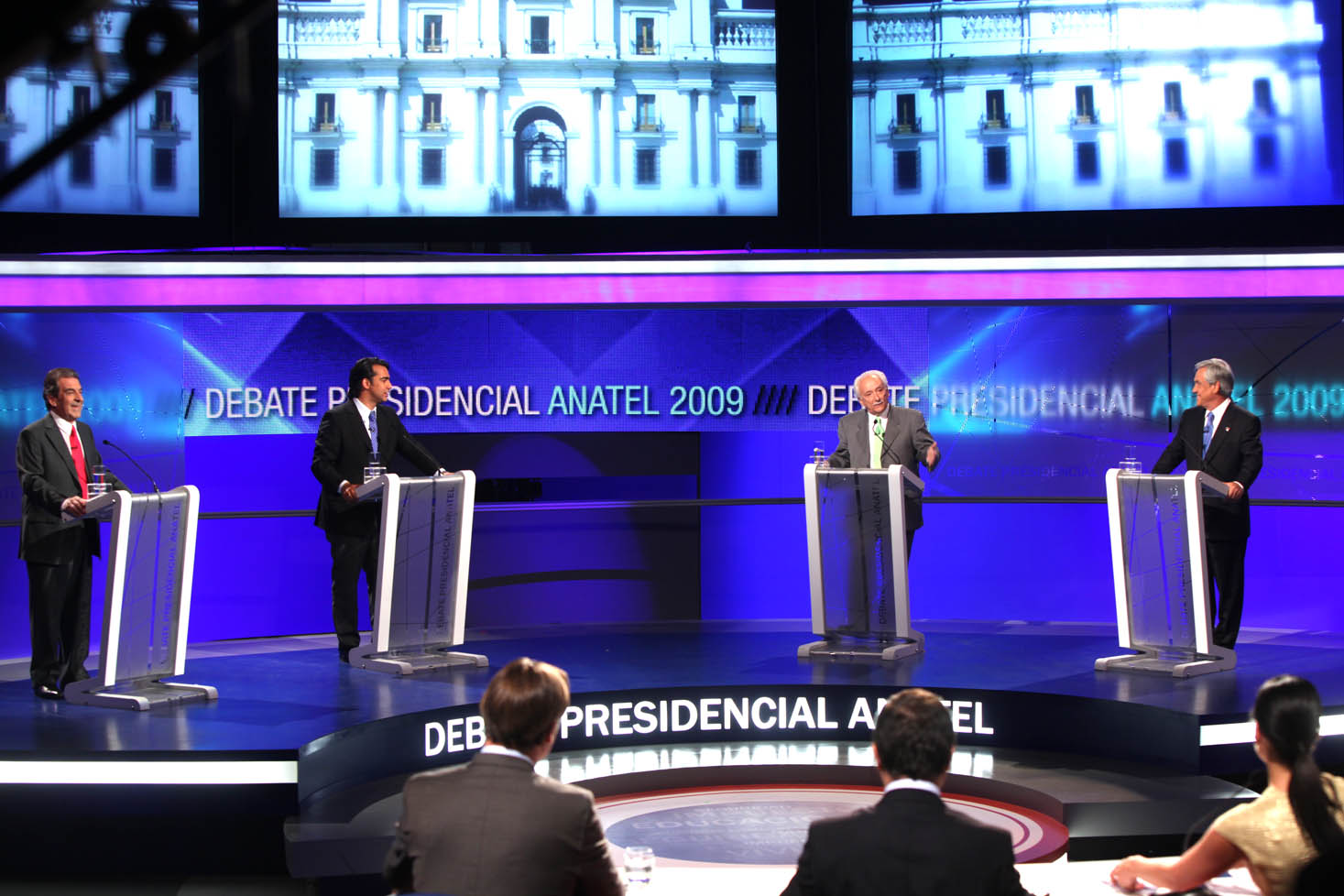
Los cuatro candidatos durante el debate realizado por la Anatel, el 16 de noviembre de 2009.

El 10 de septiembre, el canal estatal chileno Televisión Nacional de Chile confirmó que se realizaría el primer debate televisado entre todos los candidatos a la presidencia el día 23 de septiembre, en las dependencias del canal. El anuncio se realizó en presencia de los representantes de los seis presidenciales (existentes en ese momento). El 14 de septiembre, ahora en presencia de los cinco candidatos confirmados (hasta esa fecha), se realizó el sorteo de los turnos para hablar, de la ubicación a ocupar, entre otros; Alejandro Navarro sería el primero en recibir las preguntas de los periodistas pero tras la renuncia de este, el orden fue modificado y se le dio más tiempo para hablar a los otros participantes. El debate, denominado Decisión '09, fue transmitido por TVN después de ¿Dónde está Elisa? y fue conducido por Alejandro Guillier.
El día 9 de octubre se realizó el primer debate radial de la Archi en asociación con la Universidad Mayor. El debate fue conducido por los periodistas Alejandro de la Carrera, Verónica Franco, Cony Stipicic y Beatriz Sánchez. Constó de 4 bloques de 18 minutos cada uno y además se realizó paralelamente un focus group y una encuesta telefónica a 2000 hogares para saber su percepción.
El 6 de noviembre se realizó un tercer debate, en esta oportunidad, por primera vez en regiones. La Asociación Nacional de la Prensa (ANP) realizó un debate en la ciudad de Talca, siendo transmitido el debate por CNN Chile. Además el 9 de noviembre se realizó un cuarto debate transmitido por Canal 13, como parte del programa Chile debate, siendo conducido por Daniel Matamala y Constanza Santa María.
El día 16 de noviembre se realizó el último debate con los cuatro candidatos presentes, organizado por la Anatel y transmitido por las cadenas de televisión Mega, Televisión Nacional de Chile, Red Televisión, Universidad Católica Canal 13, Chilevisión, UCV Televisión y Telecanal. Los periodistas moderadores fueron Catalina Edwards (Mega), Amaro Gómez-Pablos (TVN), Felipe Vidal (RED), Iván Valenzuela (C13) y Fernando Paulsen (CHV).
Un último debate presidencial estaba estipulado para el 17 de noviembre en el marco del Encuentro Nacional de Empresarios 2009 (Enade), en donde estaban invitados los cuatro candidatos, pero finalmente sólo se presentaron Sebastián Piñera y Marco Enríquez-Ominami, los cuales plantearon sus propuestas ante los cerca de 1300 empresarios que llegaron al centro de eventos Casapiedra. Eduardo Frei decidió no presentarse para ir a la sesión de debate presupuestario de educación en el Senado de Chile y Jorge Arrate no se presentó por problemas de salud.

## Campaña
Aun cuando legalmente las campañas empiezan oficialmente un mes antes de los comicios (en este caso, el 13 de noviembre de 2009), desde comienzos de ese año se lanzaron las primeras campañas en diversos lugares del país. Dentro de los principales medios utilizados han destacado rayados en muros, afiches en carreteras, avenidas principales y edificios, al igual que frases radiales, y en muchos de estos casos lo hacen en conjunto con los candidatos a diputados y senadores de la elección parlamentaria realizada en paralelo. La propaganda por televisión está prohibida, a excepción de la franja electoral a realizarse entre las 20.40 y las 21.00 horas todos los días hasta el 10 de diciembre, en que se acaba el plazo para las campañas políticas.

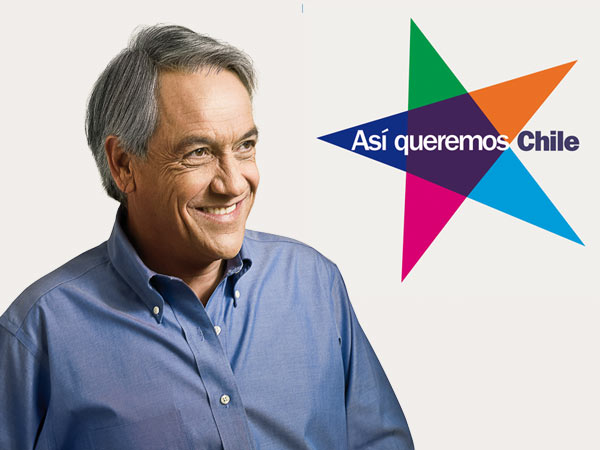
Afiche de campaña de Sebastián Piñera.

La campaña de Sebastián Piñera se inició de manera no oficial prácticamente una vez finalizada la elección presidencial de 2006, aunque en 2009 ésta se reforzó y adquirió carácter oficial. Inicialmente, la campaña siguió la llamada ideología del "desalojo" postulada por Andrés Allamand, que intentaba expulsar a la Concertación del gobierno de cualquier manera; sin embargo, los avances en popularidad del gobierno de Michelle Bachelet comenzaron a reducir la intensidad de este discurso. A partir de mayo de 2009, se produce un cambio de estrategia en la campaña piñerista con el fin de proyectarlo más humano y cercano, algunas de las cualidades que diversas encuestas encontraban como carentes. El ingreso del publicista Hernán Larraín Matte, incorporando elementos de las campañas de Nicolas Sarkozy y Barack Obama, eliminó la estructura tradicional de las campañas realizadas por la centroderecha chilena: los tradicionales colores blanco, azul y rojo de la bandera nacional fueron reemplazados por tonalidades del arco iris, el símbolo tradicional de la Concertación; el himno de campaña (Un Chile así) incorporó el uso de instrumentos de origen folclórico como el charango y la quena (asociados tradicionalmente con la izquierda), mientras que las publicidades y afiches intentaron apelar a la emotividad, evocando al lema Así queremos Chile. De esta forma, se intentaba acercar a Piñera al electorado que no simpatizaba tradicionalmente con la derecha pero estaba decepcionado de la Concertación. Tras la victoria en primera vuelta, el comando de Piñera intentó convencer a una parte del electorado que no había votado en la primera vuelta o que lo había hecho por Enríquez-Ominami con una campaña triunfalista cuyo lema era Súmate al cambio.

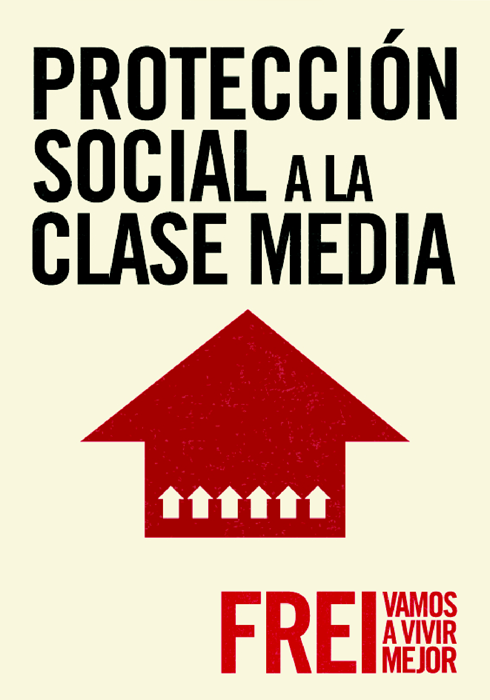
Afiche de campaña de Eduardo Frei Ruiz-Tagle.

Eduardo Frei inició su campaña tempranamente debido a la realización de las primarias presidenciales de la Concertación. Debido a los altos apoyos a la gestión de Michelle Bachelet al final de su mandato, la campaña de Eduardo Frei trató de resaltar su carácter de continuismo. El lema adoptado fue Vamos a vivir mejor, acompañado de una flecha roja, fue el carácter predominante en el material gráfico utilizado. Diversas frases radiales lanzadas apelaban a los avances logrados durante los cuatro gobiernos de la Concertación y de las principales propuestas de gobierno, las que finalizaban con la frase «Yo soy Chile y quiero a Frei». Durante la segunda vuelta, Frei intentó convocar a la gente de izquierda que no había votado por Piñera pero que no estaba convencida de votar nuevamente por la Concertación, utilizando la frase «No da lo mismo» en diversos avisos como forma de poner en perspectiva las diferencias entre la propuesta política centroderechista y la concertacionista. La campaña adoptó el lema Todos por Chile, todos por Frei como forma de enfrentar el balotaje.
Marco Enríquez-Ominami lanzó su campaña de recolección de firmas para poder inscribir su candidatura, colocando publicidad en autobuses y colocando promotores en ubicaciones estratégicas dentro de diversas ciudades. Una vez conseguida las firmas necesarias y confirmada su candidatura, Enríquez-Ominami dio paso a la fase oficial de su campaña. Dentro de su campaña se utilizaron las frases «Marco por ti» y «Chile cambió», apelando principalmente a la idea de renovación, cercanía y juventud. A diferencia de las dos candidaturas anteriores, la campaña de Enríquez-Ominami no utilizó de manera importante las gigantografías ni rayados de pintura en muros, y continuó con la estrategia utilizada en la primera etapa.
La candidatura de Jorge Arrate se vio complicada, principalmente por temas presupuestarios. Esta campaña se enfocó principalmente en la evocación de los valores de izquierda y del socialismo. Muchos de los afiches de Arrate presentaban a Salvador Allende y los emblemas utilizados por la Unidad Popular. El emblema de la Unidad Popular (una V sobre una A), utilizado previamente por Allende en las elecciones de 1964 y 1970 fue reinterpretados como «Vota Arrate». Por otro lado, Arrate apeló a aquellos socialistas más ideologizados y que estaban descontentos con el apoyo del PS a Eduardo Frei, utilizando una campaña denominada «Socialistas votan por socialista».

### Lemas de campaña
Jorge Arrate
Marca la diferencia
Marco Enríquez-Ominami
Marco por ti
Sebastián Piñera
Así queremos Chile (1.ª vuelta)
Bienvenido al cambio (1.ª vuelta)
Súmate al cambio (2.ª vuelta)
Eduardo Frei Ruiz-Tagle
Vamos a vivir mejor (1.ª vuelta)
Todos por Chile, todos por Frei (2.ª vuelta)

## Ideas y programas
| Tema                                     | Jorge Arrate                                                                                         | Marco Enríquez-Ominami                                                                                      | Sebastián Piñera                                                                                             | Eduardo Frei |
| Economía, mercado laboral y energético   | Economía, mercado laboral y energético                                                               | Economía, mercado laboral y energético                                                                      | Economía, mercado laboral y energético                                                                       | Economía, mercado laboral y energético                                                                                  |
| ---------------------------------------- | --- | --- | --- | --- |
| Sistema previsional                      | Reforma total.                                                                                       | Incluir AFP estatal.                                                                                        | Mejorar sistema.                                                                                             | Incluir AFP estatal. |
| Flexibilidad laboral.                    | Nunca.                                                                                               | Para jóvenes y mujeres.                                                                                     | Para jóvenes y mujeres.                                                                                      | Discutible |
| Impuestos                                | Aumentar a empresas y royalty minero, disminuir IVA y mantener a combustibles.                       | Reforma tributaria. Disminuir IVA y a combustibles, aumentar a empresas.                                    | Disminuir IVA e impuesto a combustibles, mantener a empresas.                                                | Aumentar a empresas |
| CODELCO                                  | No privatizar.                                                                                       | Privatizar porcentaje minoritario (< 5 %).                                                                  | No privatizar, pero hacer cambios profundos para que sea una empresa más eficiente.                          | No privatizar. |
| Desempleo                                | Plan nacional de capacitación                                                                        | Seguro de desempleo y Agencia Nacional de Empleo                                                            | Crear 1 millón de empleos. Capacitación y subsidios de empleo                                                | Subsidio estatal para la creación de empleos.                                                                           |
| Posnatal de seis meses                   | Sí.                                                                                                  | Sí. | Sí. | Sí. |
| PyMEs                                    | Apoyo especial a través de BancoEstado y CORFO.                                                      | Apoyo especial a través de BancoEstado y CORFO.                                                             | Oficina Nacional del Emprendimiento.                                                                         | Defensor del Emprendimiento y el Estatuto del Re-emprendimiento.                                                        |
| Agricultura                              | Medidas proteccionistas.                                                                             | Inyección de recursos estatales.                                                                            | Fomentar créditos y acceso a tecnologías.                                                                    | Inyección de recursos estatales.                                                                                        |
| Energía                                  | Impulsar energías renovables, no a energía nuclear ni Hidroaysén.                                    | Impulsar energías renovables, energía nuclear debatible, no a Hidroaysén y royalty a otras hidroeléctricas. | Impulsar energías renovables, energía nuclear debatible y sí a Hidroaysén bajo condiciones.                  | Impulsar energías renovables, energía nuclear e Hidroaysén debatibles.                                                  |
| Educación y cultura                      | | | | |
| Educación pública                        | Fin de administración municipal, re-estatizar.                                                       | Fin de administración municipal, re-estatizar.                                                              | Modificar sistema municipal y nuevas corporaciones educacionales.                                            | Reforma a sistema municipal, eliminando en algunos casos.                                                               |
| Evaluación docente                       | Para todos.                                                                                          | Sin posición.                                                                                               | Para todos.                                                                                                  | Voluntaria para antiguos, obligatoria a nuevos.                                                                         |
| Superintendencia de Educación            | Sí.                                                                                                  | Sí. | Sí. | Sí. |
| Subvención estatal                       | Sin posición.                                                                                        | Sin posición.                                                                                               | Duplicar por 8 años.                                                                                         | Aumentar en un 20 %. |
| Financiamiento de Ed. Superior           | Asignación directa de recursos.                                                                      | Financiamiento directo a 2 quintiles más bajos.                                                             | Ampliar becas y créditos para estudiantes.                                                                   | Universalizar crédito con aval del Estado.                                                                              |
| Impuesto a los libros                    | Eliminar.                                                                                            | Reducir. | Eliminarlo en algunos casos.                                                                                 | Mantener. |
| Fondos Culturales                        | Perfeccionar sistema concursable.                                                                    | Aumentar los fondos.                                                                                        | Aumentar los fondos.                                                                                         | Perfeccionar sistema concursable.                                                                                       |
| Ministerio de Deporte y Juventud         | Sí.                                                                                                  | Sí. | Sin posición.                                                                                                | Sí. |
| Salud                                    | | | | |
| Especialidades en sist. público          | Aumentar salarios.                                                                                   | Incorporar más especialistas.                                                                               | Incorporar más especialistas.                                                                                | Incorporar más especialistas.                                                                                           |
| Infraestructura sanitaria                | Mejorar centros de atención hospitalaria.                                                            | Construir nuevos hospitales.                                                                                | Construir nuevos hospitales y consultorios.                                                                  | Mejorar centros de atención                                                                                             |
| Descuento de 7 % para salud de jubilados | Eliminar para todos.                                                                                 | Eliminar para los de menos recursos.                                                                        | Eliminar para los de menos recursos y sectores de la clase media.                                            | Eliminar para los de menos recursos.                                                                                    |
| Discapacitados                           | Aportes a deportistas.                                                                               | Leyes de apoyo e inserción laboral.                                                                         | Reforma a FONADIS.                                                                                           | Leyes de apoyo e inserción laboral.                                                                                     |
| Vivienda y transporte                    | | | | |
| Política habitacional                    | Nueva política: promover vivienda social, con instalación distribuida por igual en las ciudades.     | Aumentar tamaño de viviendas sociales a 45 m² por casa y 56 m² de depto. y recuperar espacios públicos.     | Aumentar tamaño de viviendas sociales a 55 m², fomentar vida comunitaria y generar 600 mil nuevos subsidios. | Mantener política, aumentando cobertura y mejorando calidad. Promover subsidios de aislamiento energético de viviendas. |
| Transporte público                       | Estatizar.                                                                                           | Aumentar regulación.                                                                                        | Sin posición.                                                                                                | Estatizar. |
| Puente de Chacao                         | Construir.                                                                                           | Evaluar factibilidad.                                                                                       | Evaluar factibilidad.                                                                                        | Evaluar factibilidad.                                                                                                   |
| Seguridad ciudadana                      | | | | |
| Cárceles y carabineros                   | Mantener cifras, menos represión policial.                                                           | Mantener cárceles, aumentar dotación de carabineros.                                                        | Aumentar número de cárceles en el país y además implantación de 10 000 carabineros más a lo largo del país.  | Mantener cifras, pero más carabineros en acción y menos administrativos.                                                |
| Políticas                                | No más represión. Enfoque en prevención, nueva mirada de la sociedad y disminución de desigualdades. | Ampliar programa "Chile crece contigo" para evitar inserción de menores en la delincuencia.                 | Eliminar "puertas giratorias", limitar libertad provisional y terminar con indultos.                         | Sistema judicial más eficiente, claro y transparente, junto con rehabilitación de jóvenes.                              |
| Narcotráfico                             | Concentrar represión penal en producción y tráfico de drogas duras (heroína, cocaína y pasta base).  | Diferenciar microtráfico de narcotráfico y entre marihuana y drogas duras.                                  | Aplicar todo el rigor de la ley y penas más duras.                                                           | Sin posición. |
| Legalización de marihuana                | Sí, para autocultivo y uso personal.                                                                 | En contra, pero dispuesto a debatirlo.                                                                      | Absolutamente en contra.                                                                                     | En contra. |
| Temas valóricos                          | | | | |
| Aborto                                   | A favor en primer trimestre de gestación.                                                            | A favor. | Absolutamente en contra.                                                                                     | Dispuesto a legislar aborto terapéutico.                                                                                |
| Eutanasia                                | A favor.                                                                                             | Dispuesto a legislar.                                                                                       | En contra.                                                                                                   | Sin posición. |
| Indulto presidencial                     | En contra.                                                                                           | En contra.                                                                                                  | Sólo a enfermos terminales.                                                                                  | A Favor; Dependiendo del caso.                                                                                          |
| Píldora del día después                  | A favor.                                                                                             | A favor. | A favor. | A favor. |
| Pena de muerte                           | En contra.                                                                                           | En contra.                                                                                                  | En contra.                                                                                                   | En contra. |
| Legislación para homosexuales            | Matrimonio igualitario, sin posición sobre adopción homoparental.                                    | Matrimonio igualitario, en contra de adopción homoparental.                                                 | Unión civil, en contra de adopción homoparental.                                                             | Unión civil, dispuesto a debatir adopción homoparental.                                                                 |
| Sistema político y relaciones exteriores | | | | |
| Campañas y partidos políticos            | Reformar ley de gasto.                                                                               | Financiamiento público de campañas y partidos.                                                              | Reformar ley de gasto.                                                                                       | Reformar ley de gasto y nueva ley de partidos.                                                                          |
| Sistema binominal                        | Reemplazar por sistema proporcional.                                                                 | Eliminar.                                                                                                   | Modificar o perfeccionar.                                                                                    | Eliminar. |
| Votación en el extranjero                | Siempre.                                                                                             | Siempre. | Bajo ciertas condiciones.                                                                                    | Siempre. |
| Rol del Estado                           | Aumentar estatismo.                                                                                  | Aumentar regulación.                                                                                        | Aumentar regulación.                                                                                         | Aumentar regulación. |
| Descentralización                        | Cambios constitucionales                                                                             | Consejos Regionales e intendentes elegidos popularmente.                                                    | Consejos Regionales elegidos popularmente, más recursos y atribuciones regionales                            | Autonomía presupuestaria a regiones y municipalidades.                                                                  |
| Constitución                             | Establecer asamblea constituyente.                                                                   | Redactar nueva constitución.                                                                                | Mantener actual constitución                                                                                 | Redactar nueva constitución.                                                                                            |
| Pueblos originarios                      | Reconocimiento constitucional.                                                                       | Reconocimiento constitucional.                                                                              | Reconocimiento constitucional.                                                                               | Reconocimiento constitucional.                                                                                          |
| Gasto militar                            | Transparentar y homologar. Eliminar ley reservada del cobre.                                         | Homologar. Eliminar ley reservada del cobre.                                                                | Homologar. Dispuesto a debatir la eliminación de la ley reservada del cobre.                                 | Eliminar ley reservada del cobre.                                                                                       |
| Cuba                                     | En contra de embargo estadounidense.                                                                 | En contra de gobierno.                                                                                      | Condena al gobierno cubano.                                                                                  | En contra de gobierno.                                                                                                  |
| Mediterraneidad de Bolivia               | Dar salida al mar.                                                                                   | Dar salida al mar.                                                                                          | Beneficios portuarios, pero sin cesión de soberanía.                                                         | Estrechar relaciones sin temas tabú.                                                                                    |

## Encuestas de intención de voto
Diversas encuestas manifestaron la percepción en el electorado de algunas de las figuras que aparecen como posibles candidatos a la presidencia. Sin embargo, la primera encuesta en que se evaluó directamente la intención de voto por candidatos cerrados la realizó La Tercera, el 28 de abril de 2007. A continuación se listan un número reducido de encuestas de intención de voto, respecto a los escenarios de primera vuelta y de segunda vuelta, considerando únicamente a los inscritos en los registros electorales. Una lista exhaustiva se encuentra en el anexo correspondiente.

### Primera vuelta
Estos candidatos son los que finalmente aparecieron en el voto del 13 de diciembre. Todas estas encuestas fueron realizadas a partir del 22 de septiembre de 2009.
| Encuesta            | Fecha       |             |                   |           |               | NS/NR  |
| Encuesta            | Fecha       | Arrate PCCh | MEO Independiente | Piñera RN | Frei Ruiz PDC | NS/NR  |
| ------------------- | ----------- | ----------- | ----------------- | --------- | ------------- | ------ |
| Encuesta            | Fecha       |             |                   |           |               | NS/NR  |
| La Segunda-UDD      | 25-sep-2009 | 4%          | 19%               | 39%       | 23%           | 15%    |
| Direct Media        | 2-oct-2009  | 4,8%        | 18,45%            | 34,46%    | 18,62%        | 23,67% |
| U. Mayor            | 9-oct-2009  | 9,0%        | 21,0%             | 47,0%     | 23,0%         | -      |
| La Tercera          | 10-oct-2009 | 6,0%        | 24,0%             | 39,0%     | 20,0%         | 11%    |
| Imaginación         | 14-oct-2009 | 4,5%        | 20,4%             | 38,4%     | 25,7%         | 11%    |
| El Mercurio - Opina | 18-oct-2009 | 4,9%        | 21,5%             | 38,0%     | 22,8%         | 12,7%  |
| CERC                | 20-oct-2009 | 3,0%        | 20,0%             | 41,0%     | 20,0%         | 16,0%  |
| Ipsos               | 21-oct-2009 | 3,7%        | 17,8%             | 36,7%     | 27,2%         | 14,6%  |
| U. Diego Portales   | 28-oct-2009 | 4,1%        | 17,3%             | 30,3%     | 23,7%         | 24,6%  |
| Giro País           | 28-oct-2009 | 4,7%        | 19,3%             | 36,9%     | 28,6%         | 10,5%  |
| El Mercurio - Opina | 7-nov-2009  | 6.1%        | 20,4%             | 38%       | 21,5%         | 14%    |
| CEP                 | 11-nov-2009 | 4%          | 17%               | 35%       | 26%           | 12%    |
| CEP (voto urna)     | 11-nov-2009 | 5%          | 19%               | 36%       | 26%           | 14%    |
| Imaginación         | 16-nov-2009 | 6,4%        | 22,3%             | 37,8%     | 27,0%         | 6,5%   |
| La Segunda-UDD      | 20-nov-2009 | 7%          | 20%               | 38%       | 24%           | 11%    |
| CERC (predicción)   | 9-dic-2009  | 7,2%        | 17,7%             | 44,1%     | 31,0%         |        |
| Resultado           | 13-dic-2009 | 6,21%       | 20,13%            | 44,05%    | 29,60%        |        |

### Segunda vuelta
Todas estas encuestas fueron realizadas a partir del 3 de septiembre de 2009.
| Encuesta            | Fecha                | Candidato Concertación  | Candidato Concertación | Candidato C. por el Cambio | Candidato C. por el Cambio | NS/NR/NN |
| ------------------- | -------------------- | ----------------------- | ---------------------- | -------------------------- | -------------------------- | -------- |
| CEP                 | 3-sept-2009          | Eduardo Frei Ruiz-Tagle | 39 %                   | 39 %                       | Sebastián Piñera           | 22 %     |
| CEP (voto urna)     | 3-sept-2009          | Eduardo Frei Ruiz-Tagle | 39 %                   | 42 %                       | Sebastián Piñera           | 19 %     |
| Imaginación         | 17-sept-2009         | Eduardo Frei Ruiz-Tagle | 42,6 %                 | 44,6 %                     | Sebastián Piñera           | 12,8 %   |
| La Segunda-UDD      | 25 de septiembre2009 | Eduardo Frei Ruiz-Tagle | 36 %                   | 49 %                       | Sebastián Piñera           | 15 %     |
| Direct Media        | 2 de octubre2009     | Eduardo Frei Ruiz-Tagle | 30,22 %                | 46,51 %                    | Sebastián Piñera           | 26,4 %   |
| La Tercera          | 10 de octubre2009    | Eduardo Frei Ruiz-Tagle | 39 %                   | 48%                        | Sebastián Piñera           | 13 %     |
| Imaginaccion        | 14-oct-2009          | Eduardo Frei Ruiz-Tagle | 42,5 %                 | 45,2 %                     | Sebastián Piñera           | 12,3 %   |
| El Mercurio - Opina | 18 de octubre2009    | Eduardo Frei Ruiz-Tagle | 38,1 %                 | 42,5 %                     | Sebastián Piñera           | 19,4 %   |
| CERC                | 20 de octubre2009    | Eduardo Frei Ruiz-Tagle | 33 %                   | 49,0 %                     | Sebastián Piñera           | 18 %     |
| U. Diego Portales   | 28 de octubre2009    | Eduardo Frei Ruiz-Tagle | 36,3 %                 | 35,5 %                     | Sebastián Piñera           | 28,2 %   |
| Giro País           | 31 de octubre2009    | Eduardo Frei Ruiz-Tagle | 42 %                   | 42,2 %                     | Sebastián Piñera           | 15,8 %   |
| El Mercurio - Opina | 7 de noviembre2009   | Eduardo Frei Ruiz-Tagle | 26,8 %                 | 52,7 %                     | Sebastián Piñera           | 20,5 %   |
| CEP                 | 11 de noviembre2009  | Eduardo Frei Ruiz-Tagle | 36 %                   | 40 %                       | Sebastián Piñera           | 24 %     |
| CEP (voto urna)     | 11 de noviembre2009  | Eduardo Frei Ruiz-Tagle | 37 %                   | 43 %                       | Sebastián Piñera           | 20 %     |
| Imaginaccion        | 16 de noviembre2009  | Eduardo Frei Ruiz-Tagle | 42,1 %                 | 45,8 %                     | Sebastián Piñera           | 12,1 %   |
| CERC                | 9 de diciembre2009   | Eduardo Frei Ruiz-Tagle | 32 %                   | 49,0 %                     | Sebastián Piñera           | 19 %     |
| La Segunda-UDD      | 18 de diciembre2009  | Eduardo Frei Ruiz-Tagle | 43 %                   | 48,0 %                     | Sebastián Piñera           | 9 %      |
| El Mercurio - Opina | 9-ene-2010           | Eduardo Frei Ruiz-Tagle | 41 %                   | 46,9 %                     | Sebastián Piñera           | 12,9 %   |
| MORI                | 13 de enero2010      | Eduardo Frei Ruiz-Tagle | 39,4 %                 | 40,8 %                     | Sebastián Piñera           | 19,8 %   |

| Encuesta            | Fecha                 | Candidato independiente | Candidato independiente | Candidato C. por el Cambio | Candidato C. por el Cambio | NS/NR/NN |
| ------------------- | --------------------- | ----------------------- | ----------------------- | -------------------------- | -------------------------- | -------- |
| CEP                 | 3-sept-2009           | Marco Enríquez-Ominami  | 33 %                    | 40 %                       | Sebastián Piñera           | 27 %     |
| CEP (voto urna)     | 3-sept-2009           | Marco Enríquez-Ominami  | 34 %                    | 44 %                       | Sebastián Piñera           | 22 %     |
| La Segunda-UDD      | 25-sept-2009          | Marco Enríquez-Ominami  | 40 %                    | 47 %                       | Sebastián Piñera           | 13 %     |
| Direct Media        | 2 de octubre2009      | Marco Enríquez-Ominami  | 35,48 %                 | 38,12 %                    | Sebastián Piñera           | 26,4 %   |
| La Tercera          | 10 de octubre2009     | Marco Enríquez-Ominami  | 43 %                    | 44 %                       | Sebastián Piñera           | 13 %     |
| Imaginaccion        | 14 de octubre de 2009 | Marco Enríquez-Ominami  | 39,3 %                  | 45,9 %                     | Sebastián Piñera           | 14,8 %   |
| El Mercurio - Opina | 18 de octubre de 2009 | Marco Enríquez-Ominami  | 40,3 %                  | 42,9 %                     | Sebastián Piñera           | 16,9 %   |
| CERC                | 20 de octubre de 2009 | Marco Enríquez-Ominami  | 36 %                    | 49,0 %                     | Sebastián Piñera           | 15 %     |
| Ipsos               | 21-oct-2009           | Marco Enríquez-Ominami  | 42,3 %                  | 42,8 %                     | Sebastián Piñera           | 14,9 %   |
| U. Diego Portales   | 28 de octubre de 2009 | Marco Enríquez-Ominami  | 36,4 %                  | 34 %                       | Sebastián Piñera           | 29,6 %   |
| Giro País           | 31 de octubre2009     | Marco Enríquez-Ominami  | 41,1 %                  | 40,2 %                     | Sebastián Piñera           | 18,7 %   |
| El Mercurio - Opina | 7-nov-2009            | Marco Enríquez-Ominami  | 37,7 %                  | 41,9 %                     | Sebastián Piñera           | 20,4 %   |
| CEP                 | 11-nov-2009           | Marco Enríquez-Ominami  | 35 %                    | 37 %                       | Sebastián Piñera           | 28 %     |
| CEP (voto urna)     | 11-nov-2009           | Marco Enríquez-Ominami  | 37 %                    | 40 %                       | Sebastián Piñera           | 23 %     |
| Imaginaccion        | 16-nov-2009           | Marco Enríquez-Ominami  | 42,7 %                  | 43,4 %                     | Sebastián Piñera           | 13,9 %   |
| CERC                | 9-dic-2009            | Marco Enríquez-Ominami  | 35 %                    | 47,0 %                     | Sebastián Piñera           | 18 %     |

## Resultados

### Resultado de primera vuelta

#### Nacional
Resultados oficiales del Tribunal Calificador de Elecciones (Tricel) publicados en el Diario Oficial el 29 de diciembre de 2009:
|  | 44,06 % |

|  | 29,6 % |

|  | 20,14 % |

|  | 6,21 % |

#### Por región

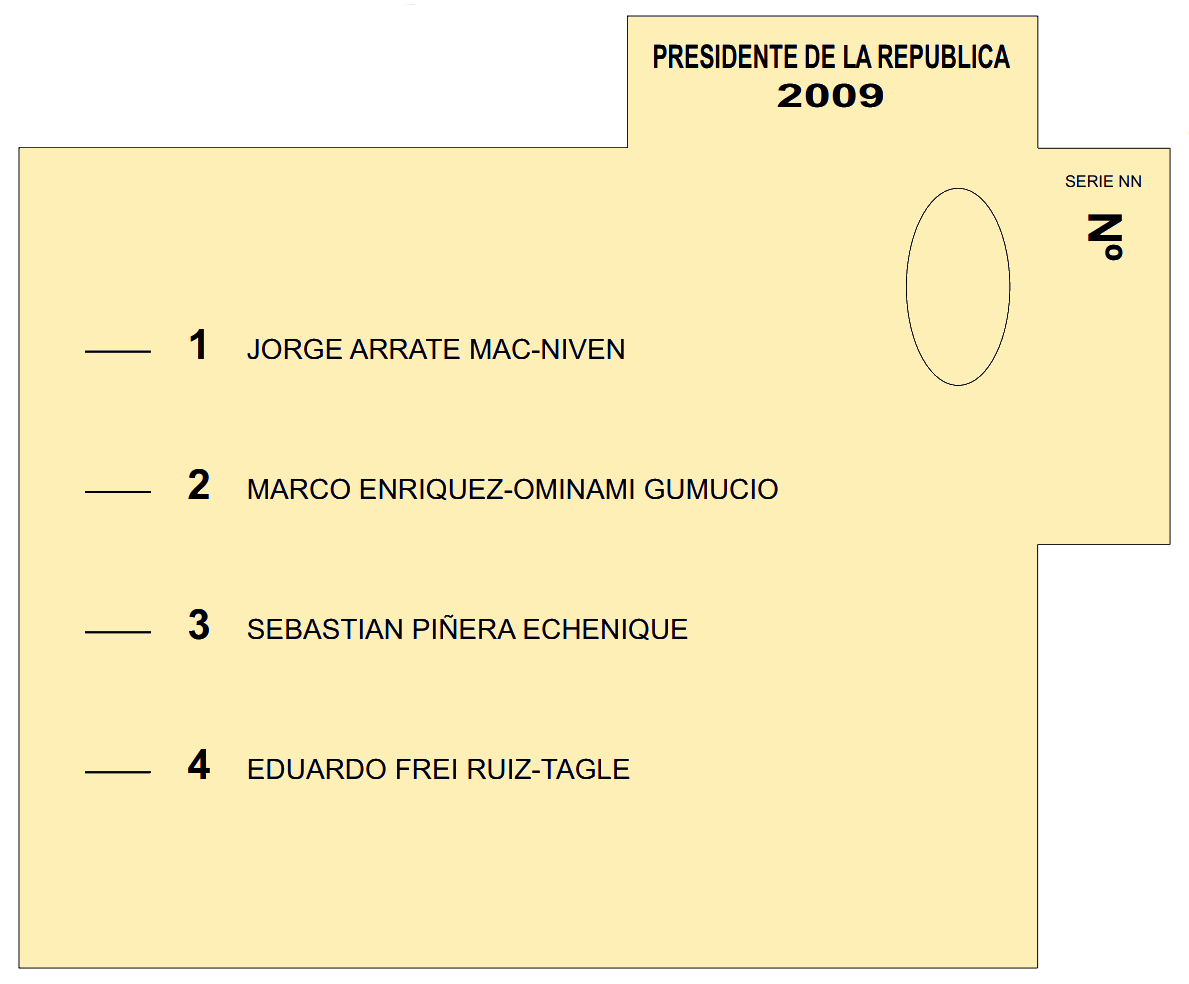
Voto utilizado en la primera vuelta.

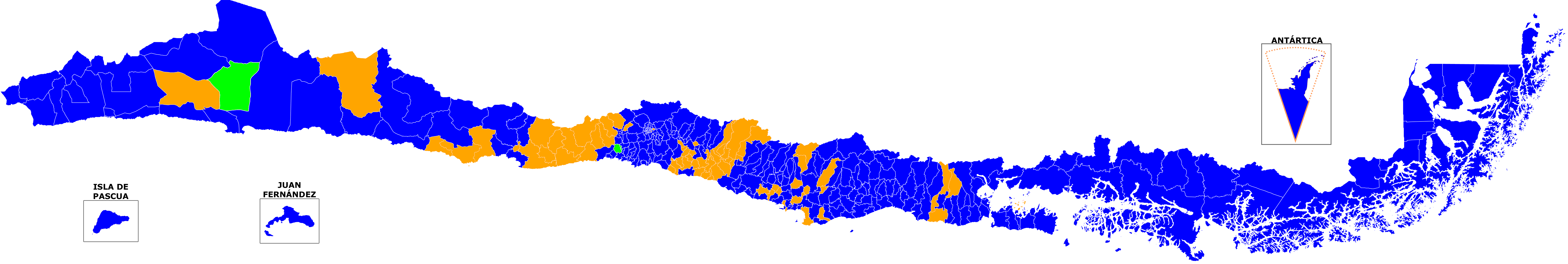
Candidato más votado a nivel comunal en la primera vuelta.
Piñera
Frei
Enríquez-Ominami

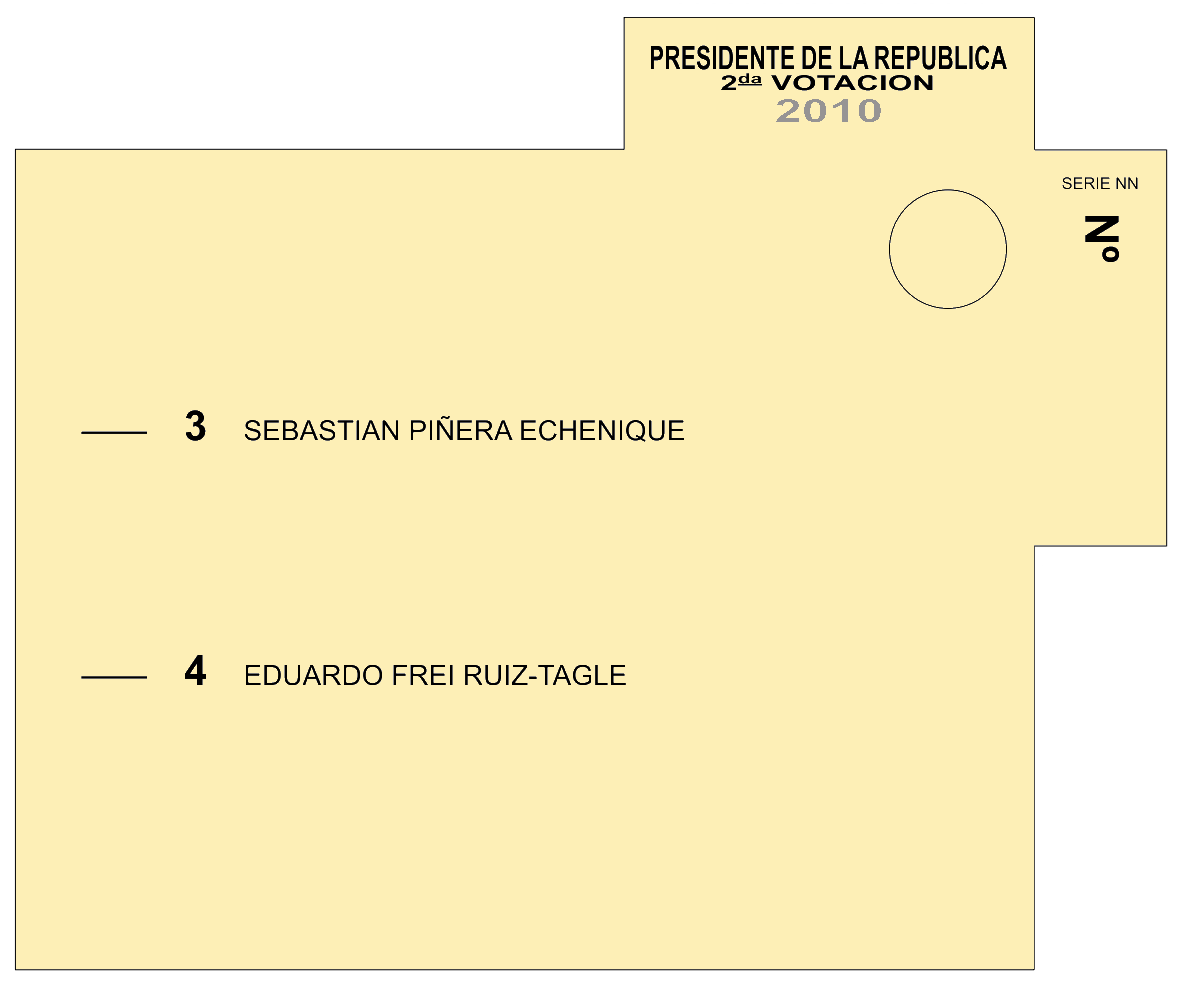
Voto utilizado en la segunda vuelta.

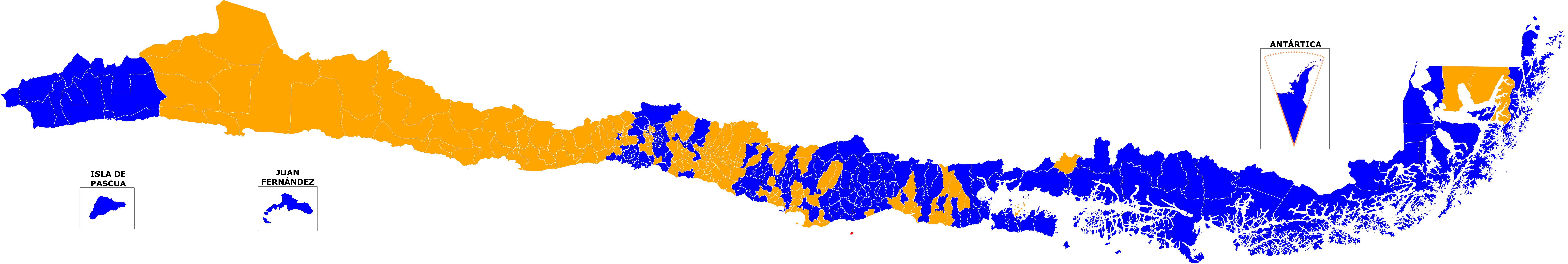
Votación a nivel comunal en la segunda vuelta (datos preliminares).
Piñera
Frei

Cómputo con el 100 % de las mesas escrutadas:
| Candidato                   | Candidato                   | Arica y Parinacota | Arica y Parinacota | Tarapacá      | Tarapacá      | Antofagasta | Antofagasta | Atacama | Atacama | Coquimbo   | Coquimbo   |
| --------------------------- | --------------------------- | ------------------ | ------------------ | ------------- | ------------- | ----------- | ----------- | ------- | ------- | ---------- | ---------- |
|                             | Jorge Arrate                | 4304               | 5,51 %             | 6596          | 6,8 %         | 13 965      | 7,37 %      | 8026    | 7,31 %  | 17 094     | 6,41 %     |
|                             | Marco Enríquez-Ominami      | 17 953             | 22,99 %            | 27 908        | 28,76 %       | 52 462      | 27,68 %     | 29 856  | 27,2 %  | 52 060     | 19,52 %    |
|                             | Sebastián Piñera            | 34 513             | 44,20 %            | 46 594        | 48,02 %       | 71 001      | 37,46 %     | 39 870  | 36,33 % | 99 199     | 37,19 %    |
|                             | Eduardo Frei                | 21 307             | 27,29 %            | 15 939        | 16,43 %       | 52 087      | 27,48 %     | 31 999  | 29,16 % | 98 370     | 36,88 %    |
| Total de votos válidos      | Total de votos válidos      | 78 077             | 94,58 %            | 97 037        | 96,41 %       | 189 515     | 95,31 %     | 109 751 | 95,77 % | 266 723    | 96,07 %    |
| Votos nulos                 | Votos nulos                 | 3477               | 4,21 %             | 2600          | 2,58 %        | 7259        | 3,65 %      | 3221    | 2,81 %  | 6817       | 2,46 %     |
| Votos en blanco             | Votos en blanco             | 996                | 1,21 %             | 1016          | 1,01 %        | 2063        | 1,04 %      | 1629    | 1,42 %  | 4094       | 1,47 %     |
| Total de sufragios emitidos | Total de sufragios emitidos | 82 550             | 100 %              | 100 653       | 100 %         | 198 837     | 100 %       | 114 601 | 100 %   | 277 634    | 100 %      |
| Candidato                   | Candidato                   | Valparaíso         | Valparaíso         | Metropolitana | Metropolitana | O'Higgins   | O'Higgins   | Maule   | Maule   | Biobío     | Biobío     |
|                             | Jorge Arrate                | 56 198             | 7,17 %             | 200 413       | 7,48 %        | 19 168      | 4,8 %       | 18 650  | 4,1 %   | 43 434     | 4,82 %     |
|                             | Marco Enríquez-Ominami      | 174 581            | 22,29 %            | 571 664       | 21,34 %       | 68 572      | 17,19 %     | 70 746  | 15,57 % | 177 588    | 19,7 %     |
|                             | Sebastián Piñera            | 353 016            | 45,06 %            | 1 185 151     | 44,23 %       | 169 650     | 42,53 %     | 187 178 | 41,19 % | 383 617    | 42,55 %    |
|                             | Eduardo Frei                | 199 554            | 25,47 %            | 722 154       | 26,95 %       | 141 532     | 35,48 %     | 177 840 | 39,14 % | 296 961    | 32,94 %    |
| Total de votos válidos      | Total de votos válidos      | 783 349            | 95,83 %            | 2 679 382     | 96,19 %       | 398 922     | 96,2 %      | 454 414 | 95,99 % | 901 600    | 95,95 %    |
| Votos nulos                 | Votos nulos                 | 24 584             | 3,01 %             | 77 328        | 2,78 %        | 10 362      | 2,5 %       | 12 326  | 2,6 %   | 26 732     | 2,84 %     |
| Votos en blanco             | Votos en blanco             | 9479               | 1,16 %             | 28 855        | 1,04 %        | 5377        | 1,3 %       | 6656    | 1,41 %  | 11 321     | 1,20 %     |
| Total de sufragios emitidos | Total de sufragios emitidos | 817 412            | 100 %              | 2 785 565     | 100 %         | 414 661     | 100 %       | 473 396 | 100 %   | 939 653    | 100 %      |
| Candidato                   | Candidato                   | La Araucanía       | La Araucanía       | Los Ríos      | Los Ríos      | Los Lagos   | Los Lagos   | Aisén   | Aisén   | Magallanes | Magallanes |
|                             | Jorge Arrate                | 16 363             | 4,05 %             | 7968          | 4,72 %        | 14 566      | 4,36 %      | 2125    | 5,02 %  | 4325       | 6,25 %     |
|                             | Marco Enríquez-Ominami      | 56 852             | 14,06 %            | 27 325        | 16,19 %       | 52 147      | 15,6 %      | 7644    | 18,07 % | 17 766     | 25,68 %    |
|                             | Sebastián Piñera            | 209 018            | 51,69 %            | 77 980        | 46,20 %       | 165 208     | 49,44 %     | 21 655  | 51,19 % | 30 514     | 44,10 %    |
|                             | Eduardo Frei                | 122 106            | 30,2 %             | 55 500        | 32,88 %       | 102 250     | 30,6 %      | 10 879  | 25,72 % | 16 583     | 23,97 %    |
| Total de votos válidos      | Total de votos válidos      | 404 339            | 95,98 %            | 168 773       | 96,72 %       | 334 171     | 96,16 %     | 42 303  | 96,73 % | 69 188     | 95,9 %     |
| Votos nulos                 | Votos nulos                 | 11 246             | 2,67 %             | 3716          | 2,13 %        | 7909        | 2,28 %      | 855     | 1,96 %  | 1988       | 2,76 %     |
| Votos en blanco             | Votos en blanco             | 5687               | 1,35 %             | 2011          | 1,15 %        | 5444        | 1,57 %      | 576     | 1,32 %  | 968        | 1,34 %     |
| Total de sufragios emitidos | Total de sufragios emitidos | 421 272            | 100 %              | 174 500       | 100 %         | 347 524     | 100 %       | 43 734  | 100 %   | 72 144     | 100 %      |

| Piñera | Frei | Enríquez-Ominami |

#### Por mesas de varones y mujeres
| Candidato              | Candidato                      | Votos     | Votos   | Votos     | Votos   |
| Candidato              | Candidato                      | Varones   | %       | Mujeres   | %       |
| ---------------------- | ------------------------------ | --------- | ------- | --------- | ------- |
|                        | Jorge Arrate Mac Niven         | 220 783   | 6,83 %  | 212 412   | 5,67 %  |
|                        | Marco Enríquez-Ominami Gumucio | 606 052   | 18,74 % | 799 072   | 21,34 % |
|                        | Sebastián Piñera Echenique     | 1 420 657 | 43,94 % | 1 653 507 | 44,16 % |
|                        | Eduardo Frei Ruiz-Tagle        | 985 705   | 30,49 % | 1 079 356 | 28,83 % |
| Total de votos válidos | Total de votos válidos         | 3 233 197 | 46,34 % | 3 744 347 | 53,66 % |

### Resultado de segunda vuelta

#### Nacional
Resultados finales publicados por el Tribunal Calificador de Elecciones en su página web el 3 de febrero de 2010.
|  | 51,61 % |

|  | 48,39 % |

#### Por región
Cómputo con el 100 % de las mesas.
| Candidato                   | Candidato                   | Arica y Parinacota | Arica y Parinacota | Tarapacá      | Tarapacá      | Antofagasta | Antofagasta | Atacama | Atacama | Coquimbo   | Coquimbo   |
| --------------------------- | --------------------------- | ------------------ | ------------------ | ------------- | ------------- | ----------- | ----------- | ------- | ------- | ---------- | ---------- |
|                             | Sebastián Piñera            | 40 424             | 52,44 %            | 56 710        | 60,63 %       | 86 774      | 47,83 %     | 50 872  | 46,69 % | 119 266    | 44,36 %    |
|                             | Eduardo Frei                | 36 659             | 47,56 %            | 36 823        | 39,37 %       | 94 656      | 52,17 %     | 58 093  | 53,31 % | 149 579    | 55,64 %    |
| Total de votos válidos      | Total de votos válidos      | 77 083             | 95,31 %            | 93 533        | 95,72 %       | 181 430     | 95,23 %     | 108 965 | 96,26 % | 268 845    | 96,55 %    |
| Votos nulos                 | Votos nulos                 | 3145               | 3,89 %             | 3251          | 3,33 %        | 7548        | 3,96 %      | 3261    | 2,88 %  | 6998       | 2,51 %     |
| Votos en blanco             | Votos en blanco             | 649                | 0,8 %              | 935           | 0,96 %        | 1536        | 0,81 %      | 978     | 0,86 %  | 2599       | 0,93 %     |
| Total de sufragios emitidos | Total de sufragios emitidos | 80 877             | 100 %              | 97 719        | 100 %         | 190 514     | 100 %       | 113 204 | 100 %   | 278 442    | 100 %      |
| Candidato                   | Candidato                   | Valparaíso         | Valparaíso         | Metropolitana | Metropolitana | O'Higgins   | O'Higgins   | Maule   | Maule   | Biobío     | Biobío     |
|                             | Sebastián Piñera            | 419 803            | 53,67 %            | 1 369 979     | 51,81 %       | 197 607     | 49,31 %     | 217 366 | 46,94 % | 457 669    | 50,15 %    |
|                             | Eduardo Frei                | 362 431            | 46,32 %            | 1 274 466     | 48,19 %       | 203 131     | 50,69 %     | 245 715 | 53,06 % | 454 974    | 49,85 %    |
| Total de votos válidos      | Total de votos válidos      | 782 234            | 96,27 %            | 2 644 445     | 96,35 %       | 400 738     | 96,97 %     | 463 081 | 97,52 % | 912 643    | 96,94 %    |
| Votos nulos                 | Votos nulos                 | 23 940             | 2,95 %             | 78 028        | 2,84 %        | 9479        | 2,29 %      | 8928    | 1,88 %  | 22 332     | 2,37 %     |
| Votos en blanco             | Votos en blanco             | 6338               | 0,78 %             | 22 025        | 0,8 %         | 3023        | 0,73 %      | 2825    | 0,59 %  | 6512       | 0,69 %     |
| Total de sufragios emitidos | Total de sufragios emitidos | 812 512            | 100 %              | 2 744 498     | 100 %         | 413 240     | 100 %       | 474 834 | 100 %   | 941 487    | 100 %      |
| Candidato                   | Candidato                   | La Araucanía       | La Araucanía       | Los Ríos      | Los Ríos      | Los Lagos   | Los Lagos   | Aisén   | Aisén   | Magallanes | Magallanes |
|                             | Sebastián Piñera            | 237 496            | 57,46 %            | 89 489        | 52,62 %       | 188 623     | 55,93 %     | 24 171  | 58,5 %  | 34 933     | 54,55 %    |
|                             | Eduardo Frei                | 175 802            | 42,52 %            | 80 564        | 47,38 %       | 148 649     | 44,07 %     | 17 148  | 41,50 % | 29 100     | 45,45 %    |
| Total                       | Total                       | 413 298            | 97,44 %            | 170 053       | 97,17 %       | 337 272     | 97,1 %      | 41 319  | 97,02 % | 64 033     | 95,62 %    |
| Votos nulos                 | Votos nulos                 | 8348               | 1,97 %             | 3696          | 2,11 %        | 7343        | 2,11 %      | 938     | 2,2 %   | 2255       | 3,37 %     |
| Votos en blanco             | Votos en blanco             | 2505               | 0,59 %             | 1249          | 0,71 %        | 2723        | 0,78 %      | 331     | 0,78 %  | 681        | 1,02 %     |
| Total de sufragios emitidos | Total de sufragios emitidos | 424 151            | 100 %              | 174 998       | 100 %         | 347 338     | 100 %       | 42 588  | 100 %   | 66 969     | 100 %      |

| Piñera | Frei |

#### Por mesas de varones y mujeres
| Candidato              | Candidato                  | Votos     | Votos   | Votos     | Votos   |
| Candidato              | Candidato                  | Varones   | %       | Mujeres   | %       |
| ---------------------- | -------------------------- | --------- | ------- | --------- | ------- |
|                        | Sebastián Piñera Echenique | 1 663 508 | 51,27 % | 1 927 674 | 51,9 %  |
|                        | Eduardo Frei Ruiz-Tagle    | 1 580 964 | 48,73 % | 1 786 826 | 48,1 %  |
| Total de votos válidos | Total de votos válidos     | 3 244 472 | 46,62 % | 3 714 500 | 53,38 % |